# Arne Tollbom
Henning Arne Emil Tollbom (Helsinki, 20 marzo 1911 – Stoccolma, 16 novembre 1971) è stato uno schermidore svedese, vincitore di una medaglia di bronzo nella scherma ai giochi olimpici.